# Chic
Chic (Шик, /ˈʃiːk/; в настоящее время Nile Rodgers & Chic) — американская музыкальная группа, которую в 1976 году основали гитарист Найл Роджерс и басист Бернард Эдвардс. Основные музыкальные направления группы — диско, фанк.
С выходом в 1977 году первого же альбома Chic, получившего в США статус золотого, группа стала чрезвычайно популярна. Два следующих альбома получили статус платинового в США и золотого и серебряного в Британии. В конце 1970-х их альбомы и синглы достигали высших мест в таких чартах США и Британии, как Hot Dance Club Songs, Hot R&B/Hip-Hop Songs, Top R&B/Hip-Hop Albums, UK Albums Chart, а также в чартах других стран.
В 1980-х наступил спад популярности.
В 2018 году, через 26 лет после выхода предыдущего альбома, группа выпустила новый альбом — It’s About Time.

## Состав
Классический состав
- Бернард Эдвардс (англ. Bernard Edwards; 31 октября 1952 — 18 апреля 1996) — бас-гитара, вокал
- Найл Роджерс (англ. Nile Rodgers) — гитара, вокал
- Тони Томпсон (англ. Tony Thompson; 15 ноября 1954 — 12 ноября 2003) — ударные
- Альфа Андерсон (англ. Alfa Anderson) — лид-вокал
- Люси Мартин (англ. Luci Martin) — лид-вокал

Текущий состав
- Найл Роджерс (англ. Nile Rodgers) — гитара, вокал
- Джерри Барнс (англ. Jerry Barnes) — бас-гитара, вокал
- Ральф Ролл (англ. Ralph Rolle) — ударные, вокал
- Кимберли Дэвис (англ. Kimberly Davis) — лид-вокал
- Фолами Анкоанда-Томпсон (англ. Folami Ankoanda-Thompson) — вокал
- Ричард Хилтон (англ. Richard Hilton) — клавишные
- Расселл Грэм (англ. Russell Graham) — клавишные
- Билл Холломан (англ. Bill Holloman) — духовые
- Курт Рамм (англ. Curt Ramm) — духовые

The Chic Strings
- Карен Милн (англ. Karen Milne)
- Мариан Кэрролл (англ. Marianne Carroll)
- Валери Хейвуд (англ. Valerie Haywood)
- Черил Хонг (англ. Cheryl Hong)
- Карен Карлсруд (англ. Karen Karlsrud)
- Джин Орлофф (англ. Gene Orloff)

Дополнительный персонал:
- Вокал: Фонзи Торнтон[англ.] (англ. Fonzi Thornton), Мишель Коббс (англ. Michele Cobbs), Алланда Каккалоу[англ.] (англ. Ullanda McCullough), Лютер Вандросс (англ. Luther Vandross), Джослин Браун[англ.] (англ. Jocelyn Brown), Силвер Логан Шарп[англ.] (англ. Sylver Logan Sharp), Джессика Вагнер[англ.] (англ. Jessica Wagner), Фолами Анкоанда-Томпсон (англ. Folami Ankoanda-Thompson), Кимберли Дэвис (англ. Kimberly Davis), Дэвид Лесли (англ. David Lasley)
- Клавишные: Richard Hilton (англ. Richard Hilton), Реймонд Джонс (англ. Raymond Jones), Роберт Сабино[англ.] (англ. Robert Sabino), Andy Schwartz (англ. Andy Schwartz), Натаниэль С. Харди-мл.[англ.] (англ. Nathaniel S. Hardy, Jr.), Селан Лернер (англ. Selan Lerner), Расселл Грэм (англ. Russell Graham)
- Перкуссия: Салли Фигероа[англ.] (англ. Sammy Figueroa), Джерардо Велес (англ. Gerardo Velez)
- Бас-гитара: Jerry Barnes (англ. Jerry Barnes)
- Духовые: Билл Холломан[англ.] (англ. William Holloman), Курт Рамм (англ. Curt Ramm), Дон Харрис (англ. Don Harris)

## Дискография
Студийные альбомы
- Chic (1977)
- C’est Chic (1978)
- Risqué[англ.] (1979)
- Real People[англ.] (1980)
- Take It Off[англ.] (1981)
- Tongue in Chic[англ.] (1982)
- Believer (альбом)[англ.] (1983)
- Chic-ism[англ.] (1992)
- It’s About Time[англ.] (2018)

Концертные альбомы
- Live at the Budokan (1999)
- A Night in Amsterdam (2006)

Сборники
- Les Plus Grands Succès De Chic: Chic’s Greatest Hits (1979)
- Freak Out: The Greatest Hits of Chic and Sister Sledge (1987)
- Nile Rodgers presents The Chic Organization: Up All Night (2013)

Избранные синглы
- «Le Freak» (1978)
- «Everybody Dance» (1978)
- «I Want Your Love[англ.]» (1979)
- «Good Times» (1979)